# Un tour ensemble
Un tour ensemble er et live-album med musik og er sunget af Jean-Jacques Goldman. Det blev udgivet af Columbia Records i 2003 og blev også udgivet på DVD. Albummet fik platin i Frankrig for over 300.000 kopier.